# Władysławów (powiat piaseczyński)
Władysławów – wieś sołecka w Polsce położona w województwie mazowieckim, w powiecie piaseczyńskim, w gminie Lesznowola.
W latach 1975–1998 miejscowość należała administracyjnie do województwa warszawskiego.